# Лердам, Келвин
Келвин Валтер Джанини Лердам (нидерл. Kelvin Walther Gianini Leerdam; род. 24 июня 1990, Парамарибо, Суринам) — нидерландский и суринамский футболист, полузащитник. Выступал за сборную Суринама.

## Клубная карьера
Лердам пришёл в футбольную академию «Фейеноорда» в 2005 году. В первых двух сезонах за молодёжную команду в основном выходил на замену. Вскоре он завоевал место в основе команды юношей до 17 лет и вместе с Лероем Фером, Джорджиньо Вейналдумом и Кевином Уаттамело продолжил завоёвывать футбольный авторитет в более старшей юношеской команде.
В январе 2007 года впервые попал в заявку основной команды. 6 июня 2008 года Лердам подписал с клубом свой первый профессиональный контракт. За основной состав «Фейеноорда» дебютировал 13 ноября того же года в матче Кубка Нидерландов против любительского клуба «Харденберг», заменив во втором тайме Карима Эль-Ахмади. 16 ноября в поединке против «Твенте» дебютировал в Эредивизи, выйдя на поле в конце матча вместо Джорджиньо Вейналдума. 12 апреля 2009 года в поединке против «Хераклеса» забил свой первый гол за «Фейеноорд» и помог ему одержать крупную победу.
14 января 2013 года Лердам подписал предварительный контракт с «Витессом». 2 июля он перешёл в арнемский клуб по свободному трансферу, подписав контракт на четыре сезона. Дебютировал за «Витесс» 1 августа в матче квалификации Лиги Европы против румынского «Петролул Плоешти». Свой дебют за «Витесс» в Эредивизи, 4 августа в матче против «Хераклеса», отметил голом. В 2017 году Лердам помог команде выиграть Кубок Нидерландов.
1 июля 2017 года Лердам подписал контракт с клубом MLS «Сиэтл Саундерс». В американской лиге дебютировал 19 июля в матче против «Ди Си Юнайтед», выйдя на замену во втором тайме вместо Эрона Ковара. 23 июля в матче против «Сан-Хосе Эртквейкс» забил свой первый гол в MLS. 10 ноября 2019 года забил первый гол своей команды в матче за Кубок MLS, в котором «Сиэтл» обыграл «Торонто» со счётом 3:1. По окончании сезона 2020 контракт Лердама с «Сиэтл Саундерс» истёк.
23 марта 2021 года Лердам подписал трёхлетний контракт с «Интер Майами», после того как клуб выкупил права на него в MLS у «Сиэтл Саундерс» за $75 тыс. в общих распределительных средствах. За «Интер Майами» он дебютировал 18 апреля в матче стартового тура сезона 2021 против «Лос-Анджелес Гэлакси». По окончании сезона 2021 «Интер Майами» отклонил опцию продления контракта с Лердамом.
6 января 2022 года Лердам на правах свободного агента присоединился к «Лос-Анджелес Гэлакси», подписав двухлетний контракт до конца сезона 2023 с опцией продления на сезон 2024. За «Гэлакси» он дебютировал 3 апреля в матче против «Портленд Тимберс». 18 марта 2023 года в матче против «Ванкувер Уайткэпс» он забил свой первый гол за «Гэлакси». По окончании сезона 2023 «Лос-Анджелес Гэлакси» не стал продлевать контракт с Лердамом.

## Международная карьера
С 2009 года Лердам начал выступления за юношеские сборные Нидерландов. Он принимал участие в матчах отборочного турнира молодёжного чемпионата Европы в Израиле.
В июне 2013 года Келвин был включён в заявку молодёжной сборной Нидерландов на поездку на молодёжный чемпионат Европы в Израиль. На турнире он сыграл в матче против Испании.
Лердам решил выступать за сборную Суринама и в ноябре 2019 года был вызван на матчи Лиги наций КОНКАКАФ 2019/20. Дебютировал за сборную Суринама 24 марта 2021 года в матче квалификации чемпионата мира 2022 против сборной Каймановых островов. Был включён в состав сборной на Золотой кубок КОНКАКАФ 2021.

## Достижения
Командные
 «Витесс»
- Обладатель Кубка Нидерландов: 2016/17

 «Сиэтл Саундерс»
- Чемпион MLS (обладатель Кубка MLS): 2019